# Brasserie des Fagnes

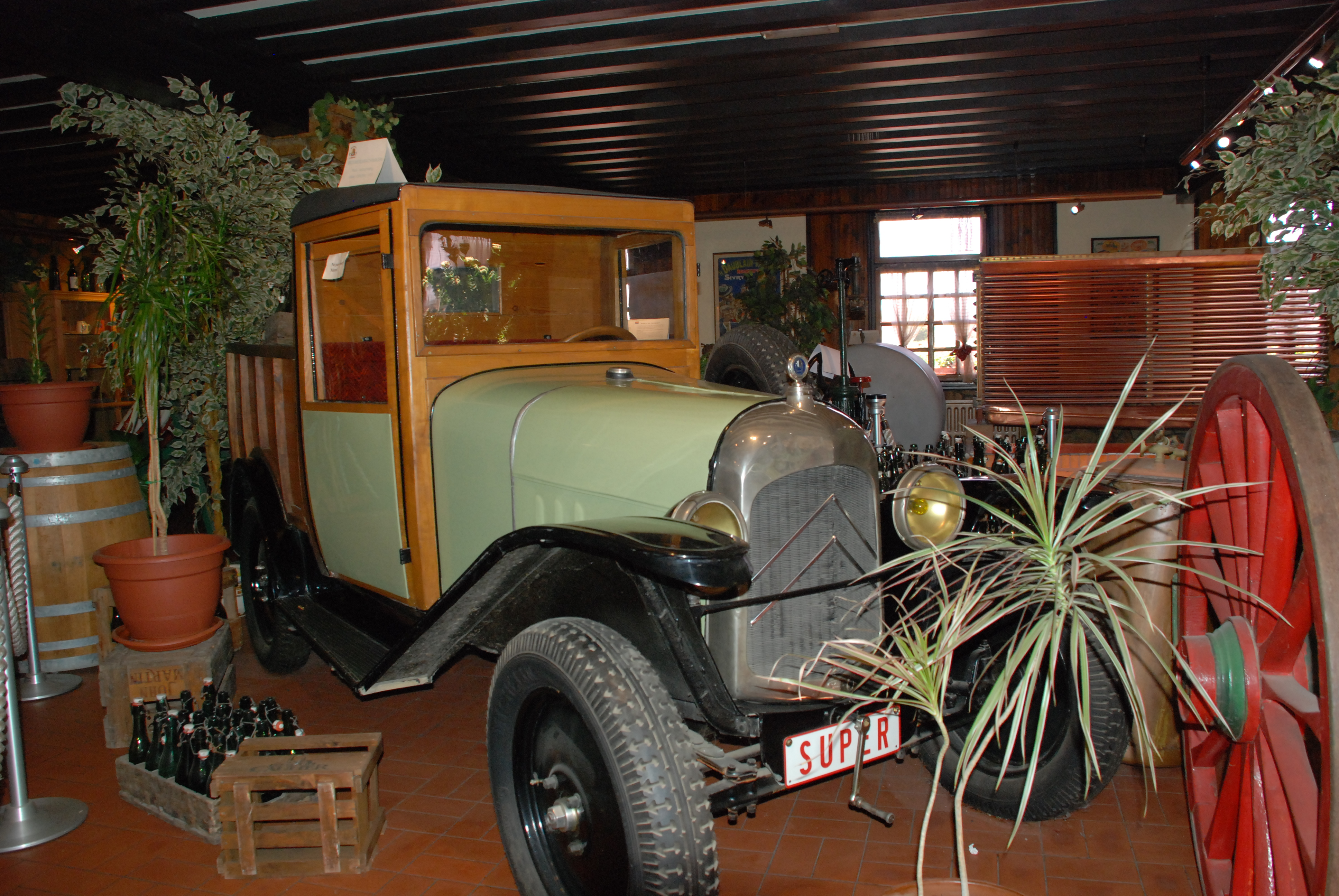
Het museumpje met brouwmachines

Brasserie des Fagnes is een brouwerij in Mariembourg, in de Belgische provincie Namen, bekend van het bier Super des Fagnes. In 1998 richtte Frédéric Adant de brouwerij op, dat ook een klein museum herbergt met onderdelen van de oude brasserie Degauquier uit Chimay (1858-1977).

## Bieren

### Vast assortiment
- Super des Fagnes Blonde (7,5%)
- Super des Fagnes Brune (7,5%)
- Super des Fagnes Griottes (4,8%)
- Super des Fagnes Scotch (7,5%)
- Super des Fagnes Noël (8,5%)

### Speciaalbieren
- Fagnes Cuvée Guillaume, blond bier (met appels) met een alcoholpercentage van 4,5%
- Fagnes Cuvée Junior, laagalcoholisch bier met een alcoholpercentage van 0,5%
- Fagnes Cuvée Vigneronne, amber bier (met biologische rozijnen) met een alcoholpercentage van 8,5%
- Fagnes Fruits Des Bois, fruitbier (met braambessen en zwarte bessen) met een alcoholpercentage van 6%
- Fagnes La Saison, blond bier met een alcoholpercentage van 6,5%
- Fagnes Quatre Céréales, donkerblond bier met een alcoholpercentage van 8,5%
- Fagnes Au Miel Biologique, biologisch bier met een alcoholpercentage van 6,5%
- Fagnes Blanche, witbier met een alcoholpercentage van 5,8%
- Fagnes Cuvée Vigneronne, fruitbier met druiven met een alcoholpercentage van 8,5%